# Wzgórze Pork Chop
Wzgórze Pork Chop (tytuł oryg. Pork Chop Hill) – amerykański dramat wojenny z 1959 w reżyserii Lewisa Milestone’a. Scenariusz Jamesa R. Webba został oparty na motywach książki Pork Chop Hill: The American Fighting Man in Action autorstwa generała brygady Samuela Marshalla z 1956. W roli głównej wystąpił Gregory Peck.

## Obsada
Opracowano na podstawie materiału źródłowego:

- Gregory Peck – porucznik Joseph G. Clemons
- Harry Guardino – Forstman
- Rip Torn – porucznik Walter B. Russell Jr.
- George Peppard – kapral Chuck Fedderson
- James Edwards – kapral Jurgens
- Bob Steele – pułkownik Kern
- Woody Strode – szeregowy Franklin
- George Shibata – porucznik Suki Ohashi
- Norman Fell – sierżant Coleman
- Robert Blake – szeregowy Velie
- Biff Elliot – szeregowy Boven
- Barry Atwater – podpułkownik Davis, dowódca batalionu
- Ken Lynch – generał dywizji Trudeau
- Michael Garth – oficer S-2
- Paul Comi – sierżant Kreucheberg
- Abel Fernandez – Kindley
- Lew Gallo – porucznik, sekcja public relations
- Cliff Ketchum – kapral Payne, radiooperator
- Martin Landau – porucznik Marshall
- Bert Remsen – porucznik Cummings
- Kevin Hagen – kapral Kissell
- Jack Mather – sierżant policyjny
- Harry Dean Stanton – MacFarland
- Leonard Graves – porucznik Cook
- Syl Lamont – sierżant Kuzmick
- Gavin MacLeod – Saxon
- John Alderman – porucznik Waldorf
- John McKee – Olds
- Charles Aidman – porucznik Harrold
- Chuck Hayward – Chalmers